# Orogenia hercínica

Estruturas geológicas resultantes da orogenia hercínica na Europa Ocidental

Orogenia hercínica ou orogenia varisca foi um evento geológico de formação de montanhas (orogenia) ocorrido entre o Carbonífero e o Pérmico, e que deu origem a várias cadeias montanhosas na Europa.